# Krang Leav
Krang Leav es una comuna (khum) del distrito de Bati, en la provincia de Takéo, Camboya. En marzo de 2008 tenía una población estimada de 10 351 habitantes.
Se encuentra ubicada al sur del país, en la llanura camboyana, cerca del río Mekong y de la frontera con Vietnam.